# Siphona janssensi
Siphona janssensi là một loài ruồi trong họ Tachinidae.